# Богун, Генри де, 1-й граф Херефорд
Генри де Богун (англ. Henry de Bohun; до 1177 — 1 июня 1220) — наследственный лорд-констебль Англии и 1-й граф Херефорд с 1199/1200, шериф Кента, сын Хамфри де Богуна, лорда Троубриджа и лорда-констебля Англии, и Маргариты Хантингтонской, дочери принца Генриха Шотландского, графа Хантингтона.

## Биография
После смерти отца около 1180/1182 года Генри унаследовал его владения — Троубридж в Уилтшире, а также наследственный титул лорда-констебля Англии и родовые владения в Нормандии. Кроме того, Генри унаследовал владения своей бабушки, Маргариты Херефордской (ум. 1187), которая унаследовала часть владений своего брата, графа Херефорда Роджера Фиц-Миля. А от матери Генри унаследовал её владения в северной Англии (в графстве Хантингтон).
Вскоре после того, как Иоанн Безземельный стал королём Англии, он возобновил для Генри титул графа Херефорда, который угас в 1075 году после смерти графа Роджер Фиц-Миля. Это произошло 28 апреля 1199 или 1200 года. Генри оказался первым представителем дома Богунов, который получил титул, приносящий ежегодный доход.
В 1201 году Генри в числе других дворян присутствовал в Линкольне для того, чтобы засвидетельствовать почтение своему дяде, королю Шотландии Вильгельму I Льву.
В 1203 году Генри был среди свидетелей на документе, в котором король Иоанн засвидетельствовал приданое королевы Изабеллы.
Основные владения Богунов находились в Англии, однако у них были небольшие владения и в Нормандии — в Карантане и Пон д'Уве. Но в 1204 году земли Генри, сторонника короля Иоанна, в Нормандии были конфискованы французским королём Филиппом II Августом.
Но неудачная внешняя и внутренняя политика, тяжелые налоги и политический нажим Иоанна на крупных феодалов, часто сопровождавшийся откровенным произволом, вызвали в 1215 году восстание восстание баронов королевства, которое поддержали духовенство, рыцари и горожане (так называемую Первую баронскую войну). В числе лидеров восставших оказался и Генри де Богун. Под давлением восставших Иоанн Безземельный 15 июня 1215 года подписал Великую хартию вольностей. Генри стал одним из 25 баронов-гарантов, назначенных обеспечить соблюдение её положений.
Однако вскоре борьба между королём и баронами возобновилась. Сначала перевес склонялся на сторону Иоанна. Для того, чтобы переломить ситуацию, бароны признали королём Англии французского дофина Людовика (будущего Людовика VIII). Генри был среди баронов, которые поддержали Людовика, став одним из командующих его армией.
Даже после смерти короля Иоанна 19 октября 1216 года Генри, в отличие от многих других баронов, отказался признать королём его малолетнего сына, Генриха III. Но 20 мая 1217 года в битве при Линкольне армия дофина Людовика была разбита Уильямом Маршаллом, а Генри попал в плен.
Генри пожертвовал деньги церквям в Боксе и Вилсфорде (Линкольншир) и назначил пенсион госпиталю Святого Николая в Солсбери.
Генри де Богун умер 1 июня 1220 года во время паломничества в Святую Землю. Его тело было привезено в Англию и похоронено в семейной усыпальнице аббатства Ллэнтони Секунда в Глостершире.
Владения Генри унаследовал его сын Хамфри. А вдова, Мод де Мандевиль, вышла замуж вторично — за Рожера де Донтсея.

## Семья

### Брак и дети
Жена: Мод (Матильда) де Мандевиль (ум. 27 августа 1236), 4-я графиня Эссекс с 1227 дочь Джеффри Фиц-Петера, 1-го графа Эссекса, и Беатрис де Сэй. Дети:
- Генри (ум. молодым)[1]
- Хамфри (ок. 1208 — 24 сентября 1275), 2-й граф Херефорд и лорд Верховный констебль Англии с 1220, 1-й граф Эссекс с 1239
- Ральф[1]
- Роберт[2]
- Матильда (Марджери) (ок. 1210 — ?); муж: Валеран де Бомон (1153—1204), 4-й граф Уорик[1]
- (?) Маргарет; муж: Генри д’Ойли из Хоукнортона[1]